# Garçonne (revista)
Garçonne fue una revista alemana de la República de Weimar para lesbianas. Se publicó de 1926 a 1930 bajo el nombre de Frauenliebe y de 1930 a 1932 como Garçonne.

## Título
El nombre inicial de la revista fue Frauenliebe, que en alemán significa «amor de mujeres». A partir de 1930 adoptó el nombre de Garçonne, siguiendo el título de la novela escandalosa de Victor Margueritte de 1922, La Garçonne —cuyo título fue traducido al español como La Garzona y al inglés como The Bachelor Girl, «la chica soltera»—, una crítica a las garçonne y flapper.
La palabra francesa garçonne deriva de la palabra garçon, «chico», «niño», con la adición de un sufijo femenino; su traducción más cercana sería la de «marimacho/a», «camionera». Tras la publicación de la novela de Margueritte, el término se popularizó para describir a los flapper, mujeres que vestían ropa masculina y lesbianas. Según Marsha Meskimmon, el relanzamiento de Frauenliebe como Garçonne, «un nombre más a la moda», daba a la revista un título que se vendía mejor, que funcionaba como un epíteto habitual dirigido a las lesbianas.

## Historia

### Frauenliebe
Frauenliebe se comenzó a circular en 1926 y su primer número fue publicado el 9 de junio de 1926. Se le daba publicidad como «Semanario para la amistad, el amor y la educación sexual». En su momento, fue una de las dos únicas revistas publicadas en Berlín dedicadas a las lesbianas, junto con Die Freundin. La revista se dirigía a un público de lesbianas y travestidos heterosexuales masculinos.
En 1928 Frauenliebe fue cerrado por las autoridades durante un tiempo, aunque no fueron capaces de incluir el contenido homosexual en la ley que prohibía literatura «vulgar y obscena», pero consideraron que la «parte literaria de las revistas no tiene valor» y que los anuncios que «facilitaban las relaciones sexuales han de ser consideradas obscenas a los ojos de la ley». En 1930 los editores decidieron cambiar el nombre para evitar problemas legales.

### Garçonne
El primer número de la revista publicado bajo el nombre de Garçonne se puso a la venta el 15 de octubre de 1930. Además de las obras de ficción y las historias cortas, la revista publicaba noticias para lesbianas y artículos de opinión de Alemania y los países vecinos; un artículo de 1931 sobre la falta de organizaciones y publicaciones de lesbianas en Suiza tuvo como consecuencia la fundación del grupo lésbico suizo Amicitia. En sus páginas se mantenía una continua discusión sobre la naturaleza del lesbianismo y reflejaba los puntos de vista populares entre los sexólogos de la época, que decían que la homosexualidad era una forma natural de variación biológica.
Aunque la revista era publicada y distribuida en Berlín, y se centraba principalmente en el mabiente lésbico de la ciudad, era accesible por suscripción en otras áreas de Alemania, donde no existía subcultura lésbica. Una lectora de Görlitz envió una carta a Garçonne en 1931 afirmando que «esta revista los es todo para mi», mientras que otra de Karlsruhe informaba que «ya no puedo prescindir de esta revista».
Garçonne dejó de publicarse en 1932.